# Acridocephala nicoletii
Acridocephala nicoletii là một loài bọ cánh cứng trong họ Cerambycidae.